# Tennistavolo ai XIV Giochi dei piccoli stati d'Europa
Le gare di tennistavolo ai XIV Giochi dei piccoli stati d'Europa si sono svolte dal 31 maggio al 4 giugno 2011.

## Medagliere
| #      | Nazione     | Oro | Argento | Bronzo | Totale |
| ------ | ----------- | --- | ------- | ------ | ------ |
| 1      | Lussemburgo | 4   | 2       | 2      | 8      |
| 2      | Cipro       | 2   | 1       | 3      | 6      |
| 3      | San Marino  | 0   | 1       | 3      | 4      |
| 4      | Montenegro  | 0   | 1       | 2      | 3      |
| 5      | Malta       | 0   | 1       | 0      | 1      |
| Totale | Totale      | 6   | 6       | 10     | 22     |

## Risultati

### Uomini
| Evento    | Oro                                  | Argento                                            | Bronzo                               |
| Singolare | Traian Ciociu                        | Irfan Čekić                                        | Gilles Michely                       |
| Singolare | Traian Ciociu                        | Irfan Čekić                                        | Marios Yiangou                       |
| Doppio    | Cipro Marios Yiangou Onjan Serafimov | Malta Simon Gerada Daniel Bajada                   | Montenegro Irfan Cekic Luka Bakic    |
| Doppio    | Cipro Marios Yiangou Onjan Serafimov | Malta Simon Gerada Daniel Bajada                   | Lussemburgo Gilles Michely Mike Bast |
| Team      | Cipro Marios Yiangou Onjan Serafimov | Lussemburgo Gilles Michely Traian Ciociu Mike Bast | San Marino Wang Daqi Marco Vannucci  |
| Team      | Cipro Marios Yiangou Onjan Serafimov | Lussemburgo Gilles Michely Traian Ciociu Mike Bast | Montenegro Irfan Cekic Luka Bakic    |

### Donne
| Evento    | Oro                                                  | Argento                                | Bronzo                                 |
| Singolare | Ni Xialian                                           | Sarah De Nutte                         | Louiza Kourea                          |
| Singolare | Ni Xialian                                           | Sarah De Nutte                         | Letizia Giardi                         |
| Doppio    | Lussemburgo Ni Xialian Vinita Schlink                | Cipro Louiza Kourea Ana Mikova         | San Marino Letizia Giardi Chiara Boffa |
| Team      | Lussemburgo Ni Xialian Sarah De Nutte Vinita Schlink | San Marino Chiara Boffa Letizia Giardi | Cipro Louiza Kourea Ana Mikova         |